# Mercè Nicolau i Cosson
Mercè Nicolau i Cosson (Barcelona, 1 de gener de 1889 - 18 de juny de 1968) va ser una actriu de teatre catalana. Era filla del compositor Antoni Nicolau.
Fou una de les primeres deixebles de l'Escola Catalana d'Art Dramàtic d'Adrià Gual. Va debutar l'any 1915 amb l'obra Misteri de dolor. El 1917 va formar part de la companyia d'Enric Borràs i representà Ángel Guimerá, Ignasi Iglesias, Juli Vallmitjana o Josep Maria de Sagarra, entre d'altres.
Creà companyia pròpia amb Ramon Martori i Enric Giménez, amb la qual posà en escena autors de la dramatúrgia europea, com Hermann Sudermann, Henrik Ibsen o Maurice Maeterlinck, mentre representava també obres d'autors catalans emergents, com Carme Montoriol, per exemple. Fou també professora del Conservatori Municipal de Música de Barcelona i intèrpret de piano. Després del 1946 participà a Ràdio Barcelona en les emissions de teatre radiofònic.

## Trajectòria artística

### Teatre
- 1918, 10 de gener. Rondalla d'esparvers de Josep Maria de Sagarra. Estrenada al teatre Romea de Barcelona. (en el paper de Joana).
- 1921, 9 de desembre. Alta banca d'Àngel Guimerà. Estrenada al teatre Novetats de Barcelona (en el paper de Donya Isabel).
- 1934, 17 novembre. Madame, de Lluís Elias. Estrenada al teatre Poliorama de Barcelona.(en el paper de Germaine).
- 1935, 12 de març. Fruita verda de Josep Maria Millàs-Raurell. Estrenada al teatre Poliorama de Barcelona (en el paper de Margot.)
- 1935, 21 de març. La Rambla de les floristes de Josep Maria de Sagarra. Estrenada al teatre Poliorama de Barcelona. (en el paper d'Antònia).
- 1935, 30 d'octubre. Roser florit de Josep Maria de Sagarra. Estrenada al teatre Novetats de Barcelona. (en el paper de Roser).
- 1935, 15 de novembre. Amàlia, Amèlia i Emília de Lluís Elias. Estrenada al teatre Novetats de Barcelona. (en el paper d'Amàlia).
- 1935, 25 de gener. L'huracà, de Carme Montoriol. Estrenada al Teatre Poliorama de Barcelona.[3]
- 1936, 26 d'abril, Avarícia, de Carme Montoriol. Estrenada al Teatre Novedades de Barcelona.[3]
- 1948. Galatea, de Josep Maria de Sagarra. Estrenada al teatre Victòria de Barcelona. (en el paper de Galatea).

### Cinema
- 1942. Los ladrones somos gente honrada. Director: Ignacio F. Iquino
- 1942. Sempre mujeres. Director: Carlos Arévalo